# Triglavske strmine
Triglavske strmine je naslov drugega slovenskega celovečernega filma, ki ga je leta 1932 posnel slovenski režiser Ferdo Delak.

## Zgodba
Kot prvi slovenski celovečerec, film V kraljestvu Zlatoroga, se tudi Triglavske strmine ukvarjajo s tematiko ljubezni do gora. V filmu kmečki fant Miha povabi svojo zaročenko na ples, toda v zadnjem trenutku namesto plesa raje izbere gore, kamor se odpravi plezat s prijateljema. Njegova zaročenka vseeno odide na vaško veselico, kjer jo poskuša razvedriti ostareli zapeljivec in izletnik. Tudi onadva se skupaj z Mihovo sestro in njenim prijateljem odpravita v gore, kjer pa izletnik kmalu obnemore. Na Triglavu se nato obe družbi srečata, Miha in Minka pa podpišeta poročno pogodbo, v kateri piše, da Minka Mihu ne bo nikoli branila hoditi v gore.

## Zgodovina
Film je danes ohranjen le v delih. Ob nastanku je bil 35 milimetrski film dolg 2250 metrov. Leta 1963 je Milka Badjura iz ohranjenega materiala zmontirala ozvočeno verzijo filma, v katerem je mednapise iz prvotne različice nemega filma nadomestil komentator. Sestavljena različica je po zaključku merila 1379 metrov.